# أوروفيل (كاليفورنيا)
أوروفيل (بالإنجليزية: Oroville)‏ هي إحدى مدن مقاطعة بوتي، كاليفورنيا. تم إعطاءها لقب مدينة في 3 يناير، 1906.

## التركيبة السكانية
حدّد مكتب تعداد الولايات المتحدة بيانات التركيبة السكانية لأوروفيل في تعداد الولايات المتحدة. في ما يلي، التركيبة السكانية حسب تعدادي 2000 و2010.

### تعداد عام 2000
بلغ عدد سكان أوروفيل 13,004 نسمة بحسب تعداد عام 2000، وبلغ عدد الأسر 4,881 أسرة وعدد العائلات 2,946 عائلة مقيمة في المدينة. في حين سجلت الكثافة السكانية 362.4 نسمة لكل كيلومتر مربع (938.6/ميل2). وبلغ عدد الوحدات السكنية 5,419 وحدة بمتوسط كثافة قدره 151 لكل كيلومتر مربع (391.1/ميل2).
وتوزع التركيب العرقي للمدينة بنسبة 77.23% من البيض و4.03% من الأمريكيين الأفارقة و3.93% من الأمريكيين الأصليين و6.34% من الأمريكيين ذوي الأصول الآسيوية و0.26% من سكان جزر المحيط الهادئ و2.78% من الأعراق الأخرى و5.42% من عرقين مختلطين أو أكثر و8.25% من الهسبانيون أو اللاتينيون من أي عرق.
بلغ عدد الأسر 4,881 أسرة كانت نسبة 37.1% منها لديها أطفال تحت سن الثامنة عشر تعيش معهم، وبلغت نسبة الأزواج القاطنين مع بعضهم البعض 36.4% من أصل المجموع الكلي للأسر، ونسبة 18.9% من الأسر كان لديها معيلات من الإناث دون وجود شريك، بينما كانت نسبة 5% من الأسر لديها معيلون من الذكور دون وجود شريكة وكانت نسبة 39.6% من غير العائلات. تألفت نسبة 33.2% من أصل جميع الأسر من عدة أفراد يعيشون في نفس المنزل ونسبة 14.5% كانت تتألف من شخص يعيش بمفرده يبلغ من العمر 65 عاماً أو أكثر. وبلغ متوسط حجم الأسرة المعيشية 2.50، أما متوسط حجم العائلات فبلغ 3.19.
بلغ العمر الوسطي للسكان 32.6 عاماً. وكانت نسبة 29.6% من القاطنين تحت سن الثامنة عشر، وكانت نسبة 9.3% بين الثامنة عشر والرابعة والعشرين عاماً، ونسبة 23.4% كانت واقعةً في الفئة العمرية ما بين الخامسة والعشرين والرابعة والأربعين عاماً، ونسبة 18.2% كانت ما بين الخامسة والأربعين والرابعة والستين، ونسبة 13.1% كانت ضمن فئة الخامسة والستين عاماً فما فوق. يوجد لكل 100 أنثى 90.9 ذكر، ويوجد لكل 100 أنثى في الثامنة عشر من عمرها فما فوق 84.0 ذكر.
بلغ متوسط دخل الأسرة في المدينة 21,911 دولارًا، أما متوسط دخل العائلة فبلغ 27,666 دولارًا. وكان متوسط دخل الذكور 28,587 دولارًا مقابل 21,916 دولارًا للإناث. وسجل دخل الفرد الخاص بالمدينة 12,345 دولارًا. وكانت نسبة 26.2% من العائلات ونسبة 33.1% من السكان تحت خط الفقر، وكان من هؤلاء نسبة 49.4% تحت سن الثامنة عشر ونسبة 12.9% في الخامسة والستين من العمر وما فوق.

### تعداد عام 2010
بلغ عدد سكان أوروفيل 15,546 نسمة بحسب تعداد عام 2010، وبلغ عدد الأسر 5,646 أسرة وعدد العائلات 3,497 عائلة مقيمة في المدينة. في حين سجلت الكثافة السكانية 433.3 نسمة لكل كيلومتر مربع (1,122.2/ميل2). وبلغ عدد الوحدات السكنية 6,194 وحدة بمتوسط كثافة قدره 172.6 لكل كيلومتر مربع (447.0/ميل2).
وتوزع التركيب العرقي للمدينة بنسبة 75.17% من البيض و2.91% من الأمريكيين الأفارقة و3.69% من الأمريكيين الأصليين و7.96% من الأمريكيين ذوي الأصول الآسيوية و0.36% من سكان جزر المحيط الهادئ و3.56% من الأعراق الأخرى و6.34% من عرقين مختلطين أو أكثر و12.51% من الهسبانيون أو اللاتينيون من أي عرق.
بلغ عدد الأسر 5,646 أسرة كانت نسبة 37.7% منها لديها أطفال تحت سن الثامنة عشر تعيش معهم، وبلغت نسبة الأزواج القاطنين مع بعضهم البعض 33.5% من أصل المجموع الكلي للأسر، ونسبة 20.8% من الأسر كان لديها معيلات من الإناث دون وجود شريك، بينما كانت نسبة 7.6% من الأسر لديها معيلون من الذكور دون وجود شريكة وكانت نسبة 38.1% من غير العائلات. تألفت نسبة 30.1% من أصل جميع الأسر من عدة أفراد يعيشون في نفس المنزل ونسبة 12.7% كانت تتألف من شخص يعيش بمفرده يبلغ من العمر 65 عاماً أو أكثر. وبلغ متوسط حجم الأسرة المعيشية 2.60، أما متوسط حجم العائلات فبلغ 3.22.
بلغ العمر الوسطي للسكان 31.5 عاماً. وكانت نسبة 27.4% من القاطنين تحت سن الثامنة عشر، وكانت نسبة 12.7% بين الثامنة عشر والرابعة والعشرين عاماً، ونسبة 25.3% كانت واقعةً في الفئة العمرية ما بين الخامسة والعشرين والرابعة والأربعين عاماً، ونسبة 22% كانت ما بين الخامسة والأربعين والرابعة والستين، ونسبة 12.6% كانت ضمن فئة الخامسة والستين عاماً فما فوق. وتوزع التركيب الجنسي للسكان بنسبة 48.4% ذكور و51.6% إناث.

## المناخ
يظهر الجدول التالي التغييرات المناخية على مدار السنة لأوروفيل:
| البيانات المناخية لـأوروفيل       | البيانات المناخية لـأوروفيل | البيانات المناخية لـأوروفيل | البيانات المناخية لـأوروفيل | البيانات المناخية لـأوروفيل | البيانات المناخية لـأوروفيل | البيانات المناخية لـأوروفيل | البيانات المناخية لـأوروفيل | البيانات المناخية لـأوروفيل | البيانات المناخية لـأوروفيل | البيانات المناخية لـأوروفيل | البيانات المناخية لـأوروفيل | البيانات المناخية لـأوروفيل | البيانات المناخية لـأوروفيل |
| الشهر                             | يناير                       | فبراير                      | مارس                        | أبريل                       | مايو                        | يونيو                       | يوليو                       | أغسطس                       | سبتمبر                      | أكتوبر                      | نوفمبر                      | ديسمبر                      | المعدل السنوي               |
| --------------------------------- | --------------------------- | --------------------------- | --------------------------- | --------------------------- | --------------------------- | --------------------------- | --------------------------- | --------------------------- | --------------------------- | --------------------------- | --------------------------- | --------------------------- | --------------------------- |
| الدرجة القصوى °ف (°م)             | 82 (28)                     | 82 (28)                     | 88 (31)                     | 96 (36)                     | 104 (40)                    | 115 (46)                    | 115 (46)                    | 113 (45)                    | 108 (42)                    | 102 (39)                    | 90 (32)                     | 76 (24)                     | 115 (46)                    |
| متوسط درجة الحرارة الكبرى °ف (°م) | 55.1 (12.8)                 | 60.8 (16.0)                 | 65.3 (18.5)                 | 71.7 (22.1)                 | 80.8 (27.1)                 | 89.8 (32.1)                 | 96.4 (35.8)                 | 94.7 (34.8)                 | 89 (32)                     | 78.6 (25.9)                 | 64.7 (18.2)                 | 55.3 (12.9)                 | 75.2 (24.0)                 |
| متوسط درجة الحرارة الصغرى °ف (°م) | 37.2 (2.9)                  | 40.4 (4.7)                  | 43.4 (6.3)                  | 46.3 (7.9)                  | 52.2 (11.2)                 | 58.3 (14.6)                 | 62 (17)                     | 59.9 (15.5)                 | 55.6 (13.1)                 | 49 (9)                      | 42 (6)                      | 37.3 (2.9)                  | 48.6 (9.2)                  |
| أدنى درجة حرارة °ف (°م)           | 22 (−6)                     | 22 (−6)                     | 26 (−3)                     | 29 (−2)                     | 30 (−1)                     | 35 (2)                      | 45 (7)                      | 42 (6)                      | 40 (4)                      | 27 (−3)                     | 23 (−5)                     | 12 (−11)                    | 12 (−11)                    |
| الهطول إنش (مم)                   | 5.55 (141)                  | 4.84 (123)                  | 4.05 (103)                  | 2.21 (56)                   | 1 (25)                      | 0.44 (11)                   | 0.04 (1.0)                  | 0.14 (3.6)                  | 0.4 (10)                    | 1.65 (42)                   | 3.57 (91)                   | 4.8 (120)                   | 28.69 (729)                 |
| متوسط تساقط الثلوج إنش (سم)       | 0 (0)                       | 0 (0)                       | 0 (0)                       | 0 (0)                       | 0 (0)                       | 0 (0)                       | 0 (0)                       | 0 (0)                       | 0 (0)                       | 0 (0)                       | 0 (0)                       | 0 (0)                       | 0 (0)                       |
| متوسط أيام هطول الأمطار           | 11                          | 10                          | 9                           | 7                           | 4                           | 2                           | 0                           | 0                           | 1                           | 4                           | 8                           | 10                          | 66                          |
| المصدر: WRCC                      |                             |                             |                             |                             |                             |                             |                             |                             |                             |                             |                             |                             |                             |

## توأمة
لأوروفيل (كاليفورنيا) اتفاقيات توأمة مع:
- سالم

## أعلام
- راي إي. جونسون
- روكي سميث
- روبرت إتش يونغ
- كيفن براون
- تيد ر. سميث